# La Chimie des larmes
La Chimie des larmes (The Chemistry of Tears), publié en 2012, est un roman de l'écrivain australien Peter Carey.

## Résumé
Londres, le 21 avril 2010, dans des conditions atmosphériques extrêmes, Matthew Tindall, Conservateur en chef des Métaux, du Musée de Swinburne, meurt, de crise cardiaque, dans le métro. Catherine, Conservatrice de l'Horlogerie, sa connaissance de treize ans, son amante de six ans, est catastrophée. Eric Croft, Conservateur en chef de l'Horlogerie la pousse à rentrer chez elle, à ne pas aller à l'enterrement, et lui confie à l'Annexe du musée un important travail sur un objet de la réserve de la collection de pendules et de montres, d'automates et d'autres objets à remontoir, dont, comme tout le peuple du musée, chacun ne connaît qu'une partie de ce labyrinthe.
Issue d'une famille d'horlogers, Catherine est devenue une machine hurlante et folle à la Tinguely, dont une des tâches urgentes est de faire disparaître tous les mails compromettants de la messagerie professionnelle. À l'atelier, elle sort les premiers éléments de l'objet, dans des paquets qui datent des années 1950 ou du Blitz, contenant des objets bien plus anciens, dont onze carnets provenant de l'atelier Froehlich, de Karlsruhe. Sans respecter la procédure, elle emprunte deux des carnets, écrits par Henry Brandling, en 1854, aristocrate et industriel anglais, qui a promis à son fils malade de lui offrir une version du canard de Vaucanson (environ 1735). C'est pour cela qu'il se trouve à Karlsruhe, la cité de la roue et de Karl Drais, où il a été éconduit vivement par le premier horloger venu, vendeur de coucous très respectueux de l'ordre militaire prussien. Le récit alterne désormais la découverte d'extraits de ces carnets, et leur appréhension par Catherine, cent cinquante ans plus tard, selon l'évolution des terminologies techniques et des technologies, comme ce cylindre qu'il faut transposer en MP3.
Avant même l'obligatoire "réunion des procédures", elle fouille, et découvre une coquille d'une énorme moule croûteuse, effritée, arrachée au goudron (p. 72). Dans ses carnets, Brandling raconte ses déconvenues : un géant anglophone lui vole les plans, à moins que ce soit la servante, ou son fils infirme, boiteux, qu'il voit se tordre les mains et ses longs doigts blêmes couverte de verrues (p. 299) mais qui est si inventif qu'il réalise ses propres jouets. On lui apprend qu'il va devoir se rendre à Furtwangen, là où on est capable de comprendre et réaliser son automate. Là, dans un atelier suspendu au-dessus d'une chute d'eau, l'ancienne scierie du père de Sumper, le gamin génial a vite établi une liste des achats nécessaires, que Brandling finance sans réserve. Il est par contre déçu de son logement si spartiate (et parfait) et surtout des repas d'asperges, d'autant que M.Arnaud, le collectionneur de contes de fées, lui affirme qu'il est la proie d'une bande de criminels (p. 101).
Sumper est entre autres responsable du scandale des coucous blasphématoires (p. 103), et de sa fuite en Angleterre. Sumper possède un automate en argent de deux dames nues, de 28 cm de haut, dont l'une observe à la lorgnette pendant que l'autre danse avec un oiseau d'argent perché sur sa main et battant des ailes. Sumper a possédé jusqu'à ce qu'Helga le vende sans en avoir le droit un automate spécial, un Christ d'une soixantaine de centimètres , cœur battant , alternativement caché et découvert, puis tournant comme une toupie, puis s'effondrant de rire, et qui avait redonné à Cruickshank le goût de la vie.
Cruickshank est le maître génial (celui qui fait le programme est le dieu, je me croyais arrivé au paradis (p. 234)), et alors dépressif, de Sumper. En étudiant pourquoi le bateau où voyageait sa famille a fait naufrage, il découvre que les cartes marines sont pleines d'erreurs, et imagine une machine composant sans interférence humaine, enregistrant les nombres, imprimant les cartes. Pour cela, le financement fait défaut, en partie de la faute de la Reine Victoria et du Prince Albert... Par contre le machin à laver le linge (p. 262) de M. Arnaud est ridicule.
Pour la restauration de l'automate désormais nommé H234, la nouvelle assistante de Catherine, Amanda, est de plus en plus efficace et intrusive, seule ou avec Angus le fils génie mathématique de Matthew, y compris dans son appartement de rez-de-chaussée de la rue de Kennington, où elle soigne sa détresse au cognac, à la vodka, et à la lecture des carnets "volés" : cube bleu bleuet caché (et jouet de Carl), mécanique des poissons donnant l'illusion d'une course pour échapper au cygne (mais les canards ne mangent pas les poissons ! [...] Le canard de Vaucanson mangeait des grains), cinq chaînes articulées différentes, cou articulé, bec articulé, éventuels documents dissimulés dans la coque... Et on découvre d'autres documents sur Henry, dont une photo de lui tenant son premier enfant enbaumé. 
Tout se complique pour Henry, et pour Catherine, alors que s'approche la fin de la réalisation (de l'original comme de sa restauration) : ingère, digère, excrète, recommence (p. 276). Il n'avait pas le sens du toucher. Il n'avait pas de cerveau. Il était aussi sublime que Dieu (p. 316).
Eric explique à Catherine qu'elle a bien raison de pleurer, puisqu'elle est humaine : les larmes contiennent une substance, la leucine encéphalique, qui est un efficace anti-douleur naturel (p. 319).

## Personnages
- Catherine Goerig, Cat, 40-50 ans, grande femme à l'élégance bizarre
  - Père, Grand-Père, Oncle Edward
  - Matthew Tindall, Matty T., conservateur en chef des Métaux, 50-60 ans
    - Angus et Noah, ses deux fils

  - Eric Croft, conservateur en chef de l'Horlogerie du Musée de Swinburne, Crofty le Dégourdi, hétéro-fonceur, un parfait en rien du tout, ami de trente ans de Matthew, tête de Bouddha, cocaïnomane
  - Collègues du Musée Swinburne : H. Williamson (Conservatrice Céramiques), S. Hall (Chef de projet), Felicia, Annie Heller, Hilary Heather, Sandra, Olympia, Margaret, Peabody, Arthur Phelps, Glenn (intendant)
  - Annie Heller, responsable de la numérisation et de l'archivage, sorte de minuscule insecte rageur
  - Amanda Snyde, 23 ans, nouvelle assistante imposée à Catherine, la jolie blonde, exceptionnelle, de la haute, un peu instable, obsessionnelle, dérangée, compagne d'Angus (Gus)
- Henry Brandling, aristocrate anglais, confiant, optimiste, pauvre et sinistre snob
  - Hermione, son épouse, chère jeune fille devenue une femme irritable puis colérique
  - Alice, premier enfant, morte
  - Percy, second enfant, malade chronique
  - Elsie et Maisie, domestiques
  - Masini, Kneipp, George Binns
- Herr Sumper, Sumpy, l’adorateur du Génie éploré (Cruickshank), géant
  - M. Arnaud, orfèvre, inventeur, collectionneur de contes de fées, huguenot, parlant un excellent anglais
  - Frau Helga, dont le mari a été abattu lors de la "victoire" des ouvriers, et le fils blessé à la jambe
  - Carl, le Saint Gamin, potentiellement Carl Benz, boiteux, minuscule, teint diaphane, mains de voleuse dures et usées
  - Albert Cruickshank, responsable du Mysterium Tremendum (Numineux)
    - Humphry Davy, C. S. Lewis, auteurs rapprochés du précédent